# Kerr (Montana)
Kerr és una concentració de població designada pel cens dels Estats Units a l'estat de Montana. Segons el cens del 2000 tenia 17 habitants.

## Demografia
Segons el cens del 2000, Kerr tenia 17 habitants, 6 habitatges, i 6 famílies. La densitat de població era de 27,3 habitants per km².
Dels 6 habitatges en un 50% hi vivien nens de menys de 18 anys, en un 100% hi vivien parelles casades, en un 0% dones solteres, i en un 0% no eren unitats familiars. En el 0% dels habitatges hi vivien persones soles el 0% de les quals corresponia a persones de 65 anys o més que vivien soles. El nombre mitjà de persones vivint en cada habitatge era de 2,83 i el nombre mitjà de persones que vivien en cada família era de 2,83.
Per edats la població es repartia de la següent manera: un 23,5% tenia menys de 18 anys, un 11,8% entre 18 i 24, un 23,5% entre 25 i 44, un 29,4% de 45 a 60 i un 11,8% 65 anys o més.
L'edat mediana era de 42 anys. Per cada 100 dones de 18 o més anys hi havia 85,7 homes.
Cap de les famílies estaven per davall del llindar de pobresa.

## Poblacions més properes
El següent diagrama mostra les poblacions més properes.